# Švert
Švert (lat.: Xiphophorus hellerii) je slatkovodna riba iz roda Xiphophorus, porodice živorotki. Rod Xiphophorus obuhvaća još jednu vrstu, poznatu pod imenom plati, koja se od šverta razlikuje samo po nedostatku repnog produžetka i nešto manjem rastu.

## Opis i stanište
Postojbina šverta su vode Meksika, Hondurasa i Gvatemale. Osnovne vrste roda Xiphophorus u Europu su uvedene u razdoblju od 1906. do 1912. godine. Boja divljih švertova (na slici) varira između zelene i sive, dok su u akvarijima uzgojeni varijeteti u žutoj i crvenoj boji, s ili bez crnih mrlja, tuksedo varijeteti, švertovi s crnim i crvenim očima i sl. Osnovne karakteristike ovog roda uglavnom se odnose na mužjake, prepoznatljivi su, naime, po dugačkoj repnoj peraji u obliku mača i izraženim, crnim ili mrkozelenim gonopodijem, kopulacijskim organom živorotki, koji se nalazi duž donje strane tijela. Ženke nemaju produženu repnu peraju, te su u biti vrlo slične ženkama mollija. Mužjaci dosežu maksimalnu dužinu od 14 cm, a ženke i do 16 cm.
Njihova prehrana u prirodi uključuje kukce i njihove ličinke, zooplankton i ponešto biljne hrane.

## Uzgoj u akvariju
Švertovi nemaju visoke prohtjeve, ali im se u akvariju može omogućiti kvalitetniji život ako se koristi voda srednje tvrdoće, temperature 22-25°C. Švertovi mogu provesti kratko vrijeme i u mnogo hladnijoj vodi, temperature i do 15°C, što ih ipak ne čini hladnovodnim ribama.
Vrlo su temperamentne i najbolji ugođaj pružit će ako im se omogući dovoljno dug akvarij. Gusto zasađeni akvariji omiljeni su i švertovima, a pogodni su i za skrivanje mladunaca od proždrljivih roditelja. Švertovi su općenito miroljubive ribe, iako one veće, pogotovo mužjaci, mogu pokazivati određen tip agresije prema drugim ribama. To se svodi na kratku jurnjavu akvarijem, koja uglavnom završi bez ozljeda.

## Razmnožavanje
Mužjaci se udvaraju ženkama treperenjem oko njih. Parenje je brzo i kratko, te se obično odvija dok ribe jure akvarijem. Ženke oplođenu ikru nose u sebi mjesec dana, a noseća ženka može se prepoznati po širokom i tamnijem trbuhu. Mladunčad se rađa u obliku sićušne loptice, koja pada na dno i tu se rasklupča, a zatim brzo juri prema površini kako bi svoj riblji mjehur napunila zrakom. Sve vrste roda Xiphophorus imaju visok potencijal razmnožavanja, koji varira s veličinom matične ženke. Velike ženke mogu dati i do 120 mladih u jednome porođaju, a jednom oplođena ženka u sebi čuva količinu mliječi dovoljni za 4-5 samooplodnji godišnje. Švertovi će nerijetko jesti svoju mladunčad, pa je gusto zasađen akvarij neophodan za opstanak mladih. Vodeno bilje je u toj ulozi učinkovitije od plastičnih mrijestilica, koje ženku mogu istraumatizirati.
Švertovi su mogu uspješno križati s platijima, te je većina riba koja se danas prodaje hibridi između ove dvije vrste.